# Холодне Плесо
Холо́дне Пле́со —  село в Україні, у Ланнівській сільській громаді Полтавського району Полтавської області. Населення становить 12 осіб. Орган місцевого самоврядування — Верхньоланнівська сільська рада.

## Географія
Село Холодне Плесо знаходиться на правому березі річки Ланна, нижче за течією на відстані 0,5 км розташоване село Верхня Ланна. Річка в цьому місці пересихає, на ній зроблена велика загата.

## Історія
12 червня 2020 року, відповідно до розпорядження Кабінету Міністрів України № 721-р «Про визначення адміністративних центрів та затвердження територій територіальних громад Полтавської області», село увійшло до складу Ланнівської сільської громади.
19 липня 2020 року, в результаті адміністративно - територіальної реформи та ліквідації Карлівського району, село увійшло до складу новоутвореного Полтавського району Полтавської області.

## Економіка
- Птахо-товарна ферма.